# Elephantomyia edwardsi
Elephantomyia edwardsi är en tvåvingeart som beskrevs av Paul Lackschewitz 1932. Elephantomyia edwardsi ingår i släktet Elephantomyia och familjen småharkrankar. Enligt den finländska rödlistan är arten sårbar i Finland. Arten är reproducerande i Sverige. Artens livsmiljö är friska och lundartade naturmoar. Inga underarter finns listade i Catalogue of Life.